# LeBaron

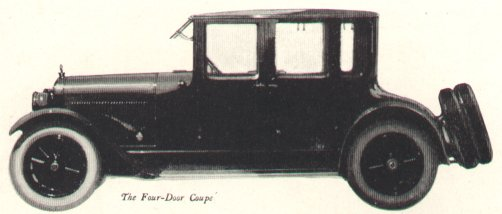
Lafayette Cupé de 4 puertas, carrozado por LeBaron (1921)

LeBaron Incorporated (originalmente LeBaron, Carrossiers Inc.) fue una empresa de diseño estadounidense fundada en 1920, dedicada a la fabricación de carrocerías de automóvil desde 1924 hasta 1953.
La empresa formó parte del numeroso grupo de destacados fabricantes de carrocerías de la década de 1920 que construían carrocerías para automóviles de lujo. Hasta la Segunda Guerra Mundial, la mayoría de las marcas de coches de gran prestigio como Duesenberg o Packard seguían teniendo la opción de suministrar chasis desnudos, que los compradores adinerados equipaban con carrocerías personalizadas a su gusto. Fabricantes de automóviles como Rolls-Royce o Hispano-Suiza por entonces vendían únicamente este tipo de chasis desnudos.
En 1953, LeBaron Incorporated se convirtió en parte de la Chrysler Corporation.

## LeBaron, Carrossiers Inc
LeBaron, Carrossiers Inc. consultores de diseño independientes, fue fundada en Nueva York en 1920 por los diseñadores estadounidenses Raymond H. Dietrich (1894-1980) y Thomas L. Hibbard (1898-1982), que se conocieron mientras trabajaban para Brewster & Co. Mientras todavía trabajaban para Brewster, eligieron la denominación "LeBaron, Carrossiers" de una lista de palabras altisonantes en francés que se podían pronunciar fácilmente en inglés. Doce meses después, Brewster se enteró de lo que estaban haciendo y puso fin a su relación comercial. Sin embargo, ambos recibieron pronto algunos encargos, a la vez que Hibbard le ofreció los trabajos administrativos de LeBaron a su amigo Ralph Roberts, que acababa de obtener su licenciatura en Ciencias del Dartmouth College. La mayor parte del trabajo de diseño llegó a LeBaron a través de distribuidores.

### Hibbard y Darrin
Hibbard conoció al diseñador Howard A. "Dutch" Darrin (1897-1982) en 1923, y viajaron a París en principio para intentar vender los diseños de LeBaron en Francia, aprovechando que los costos de fabricación eran más bajos. Pero una vez allí, a la vista de las oportunidades que se les presentaban, decidieron establecer su propio negocio de carrocerías en París, y fundaron Hibbard & Darrin. Hibbard renunció a LeBaron en 1923.

## LeBaron Inc.
Dietrich y Roberts continuaron dirigieron LeBaron con un nuevo ilustrador, el veterano  Roland L. Stickney. LeBaron se hizo cargo de las empresas Blue Ribbon y Bridgeport Body, convirtiéndose así en carroceros y diseñadores y cambió el nombre a  'LeBaron Inc' .

### Dietrich Inc.
Dietrich recibió en 1925 una lucrativa oferta de Murray Corporation, uno de los principales carroceros de Ford y de Lincoln, en 1925 y renunció a LeBaron para fundar Dietrich, Inc.. Con la partida de sus dos fundadores, LeBaron podría haber entrado en problemas. Pero Roberts continuó dirigiendo la empresa y siguieron llegando pedidos.
Walter O. Briggs inició conversaciones con Roberts en 1926 para comprar LeBaron y trasladar la empresa a Detroit, localizando sus operaciones en la Mack Avenue Stamping (Old Mack Factory).

## Briggs Manufacturing
LeBaron fue comprado por Briggs Manufacturing Company de Detroit en 1926, operando como una compañía subsidiaria. Briggs ya estaba suministrando carrocerías a las cercanas Chrysler, Essex, Ford, Hudson y Overland. Como subsidiaria de Briggs, LeBaron realizó trabajos especiales, proporcionó ideas de diseño para el negocio principal y suministró exquisitas carrocerías personalizadas para varias compañías automotrices, como la línea de lujo Imperial de Chrysler, Duesenberg, Packard y Cadillac. En 1932, por ejemplo, construyeron 28 hermosos cupés Imperial convertibles personalizados, el modelo superior de Chrysler, que disponía de una distancia entre ejes de 146 pulgadas (3,71 m) y montaba un motor de ocho cilindros en línea de 384,8 pulgadas cúbicas (6305,7 cm³).
Thomas L. Hibbard se convirtió en director de diseño de Ford en 1947. A su vez, Chrysler había contratado a Raymond H. Dietrich en 1932 para convertirse en el primer estilista oficial de la compañía.

## Galería

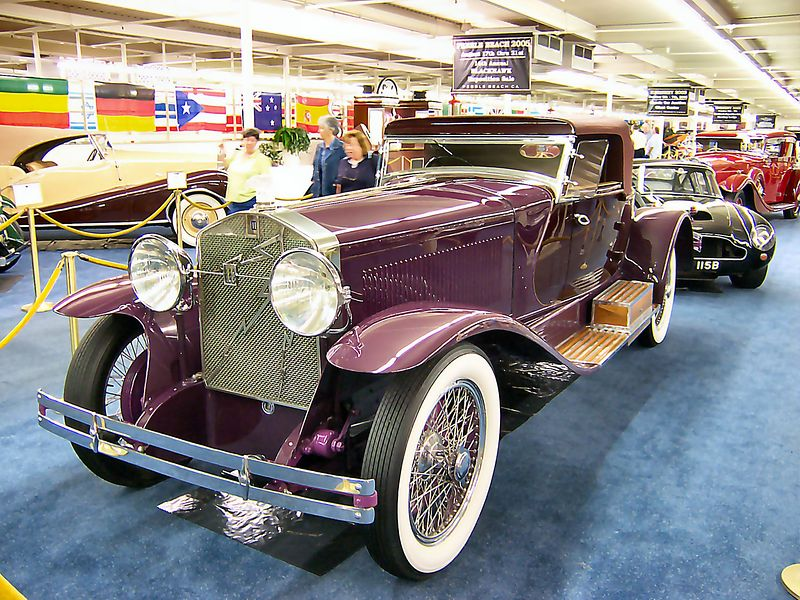
Isotta Fraschini de 1928
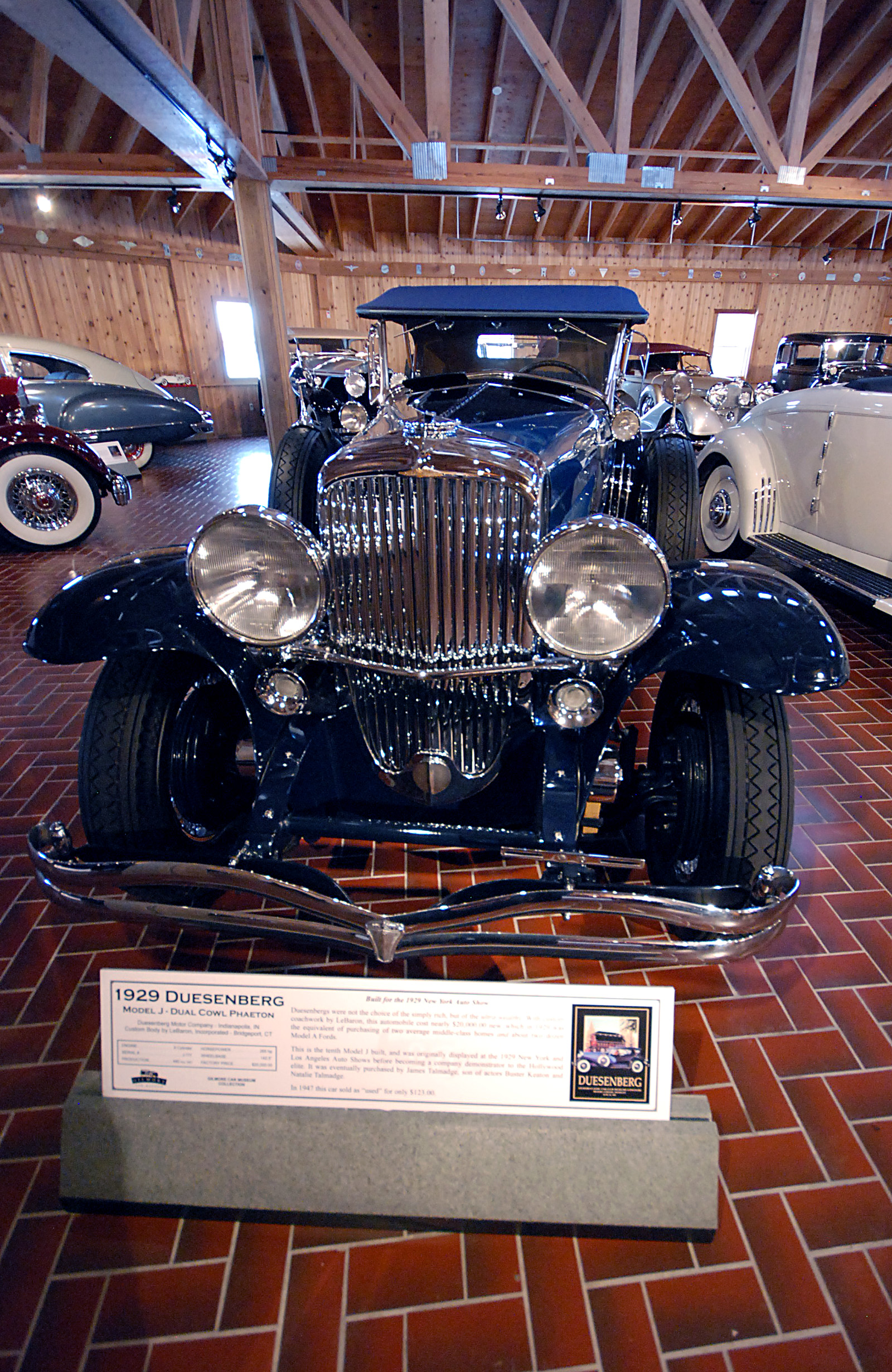
Duesenberg de 1929
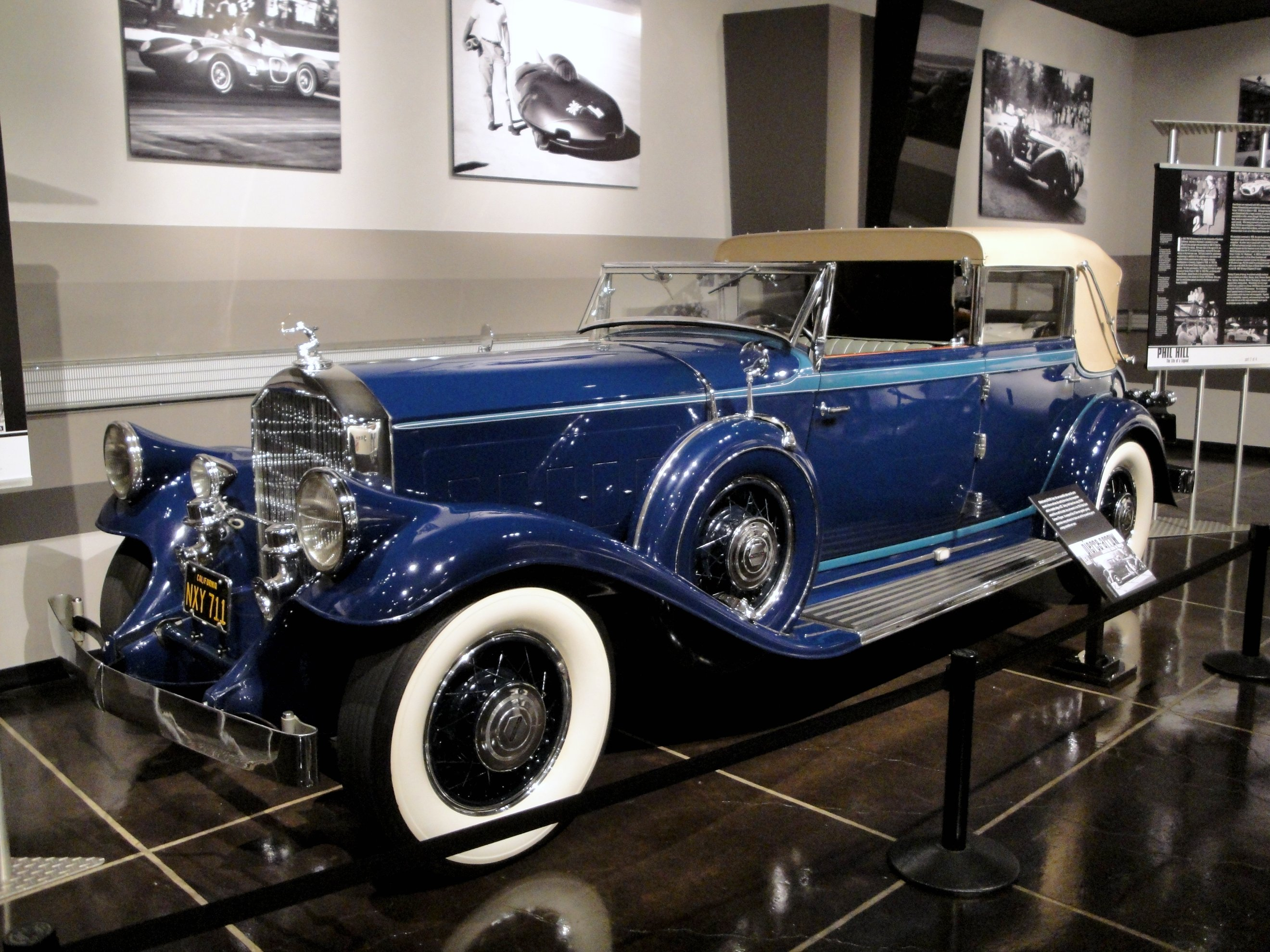
Pierce-Arrow de 1931
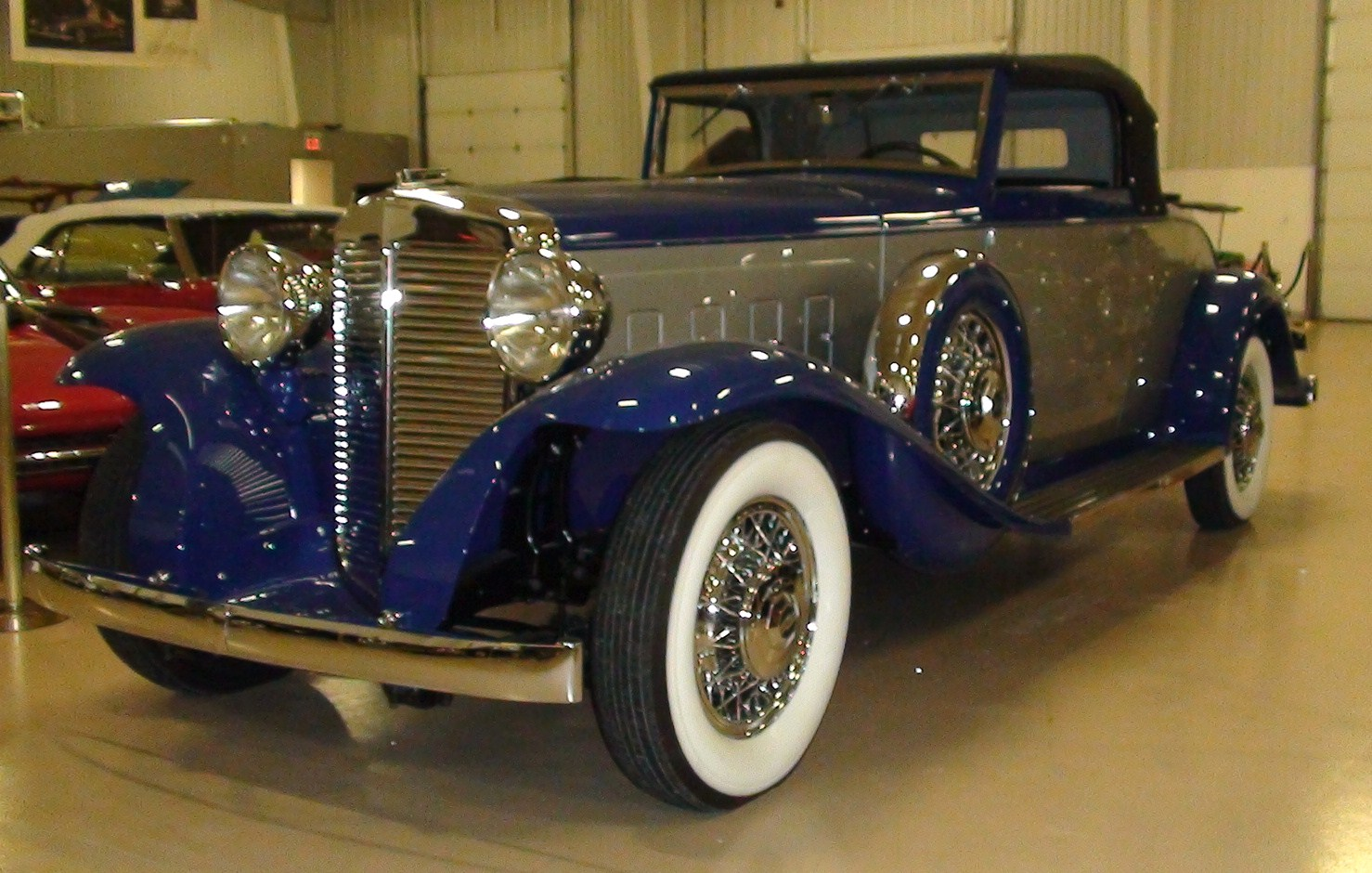
Marmon de 1932
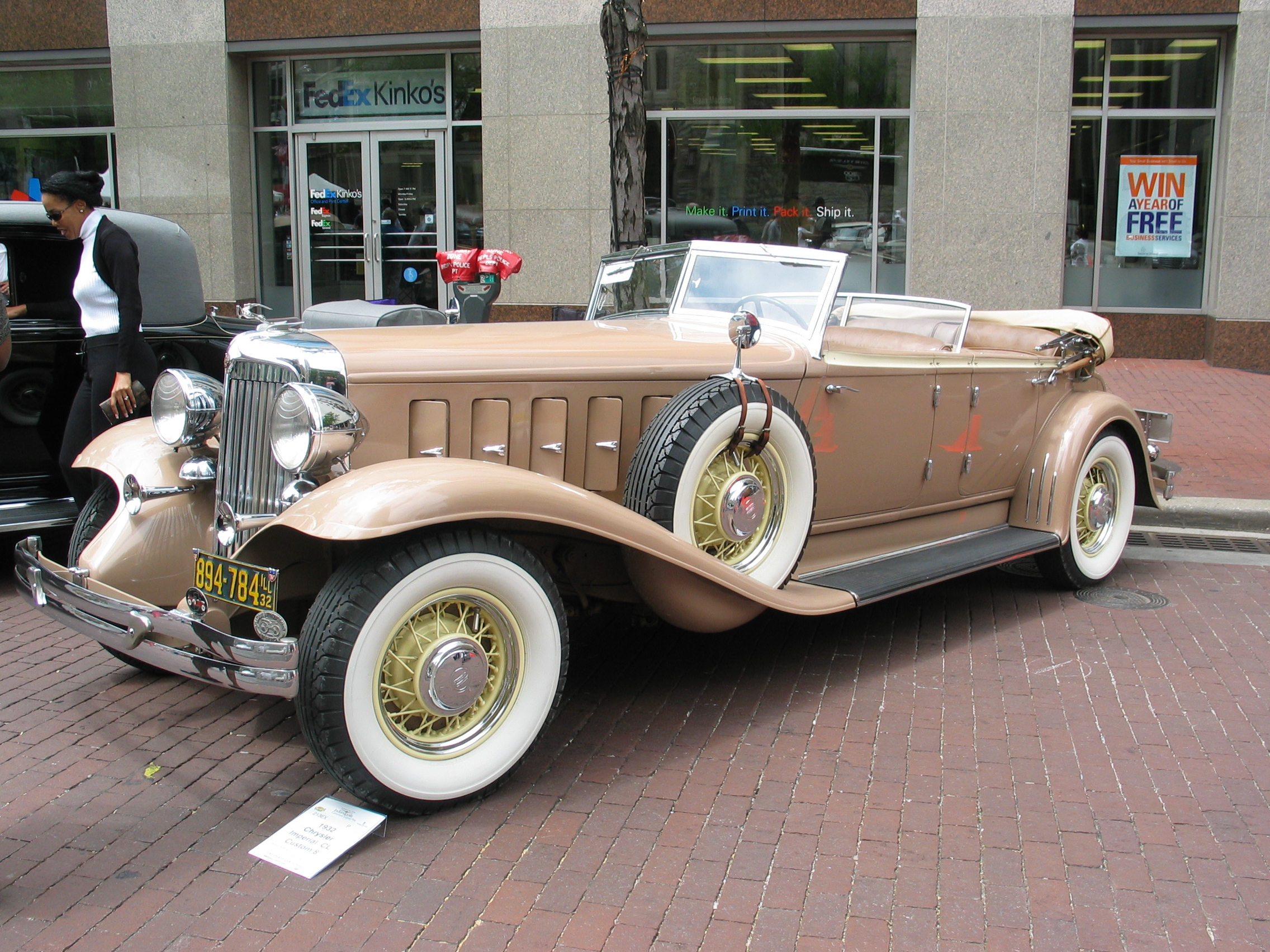
Chrysler Imperial CH de 1932
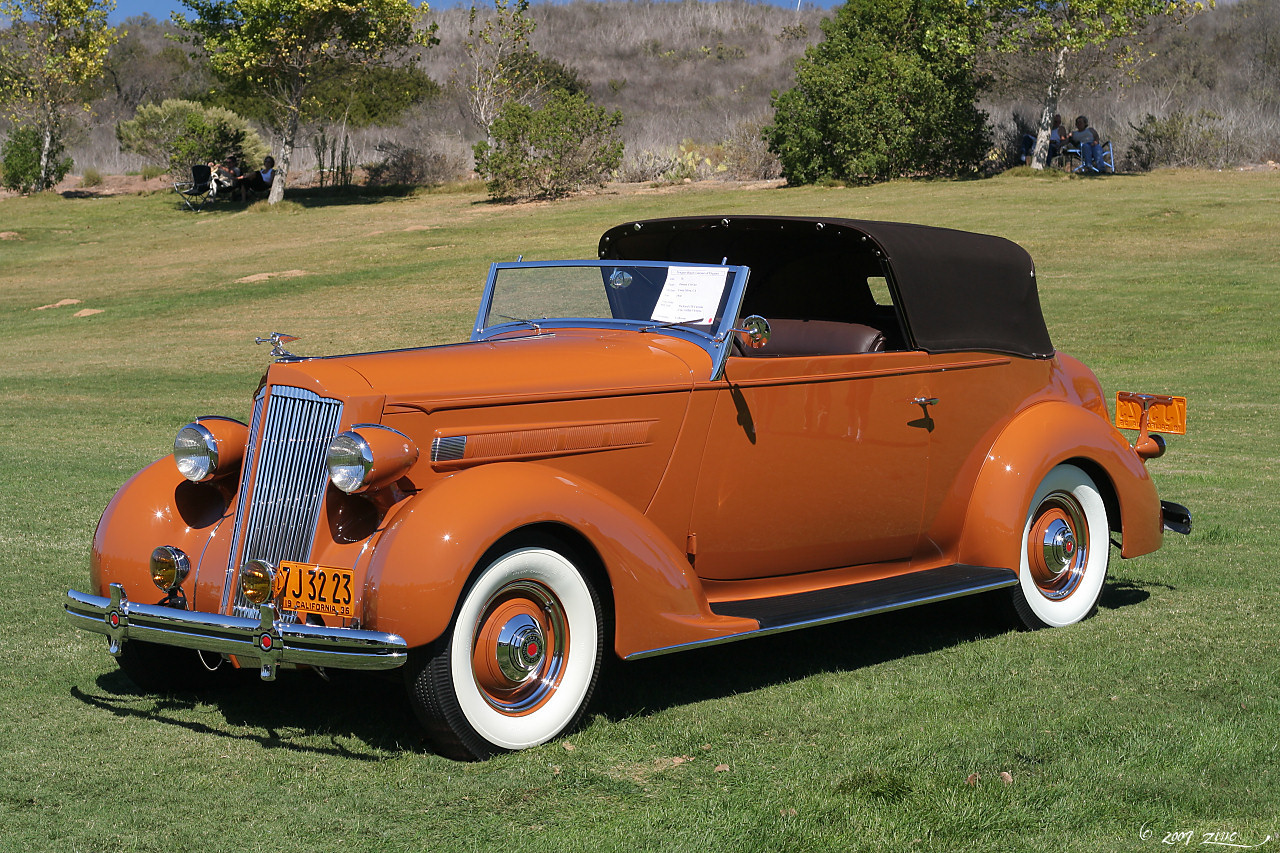
Packard de 1936
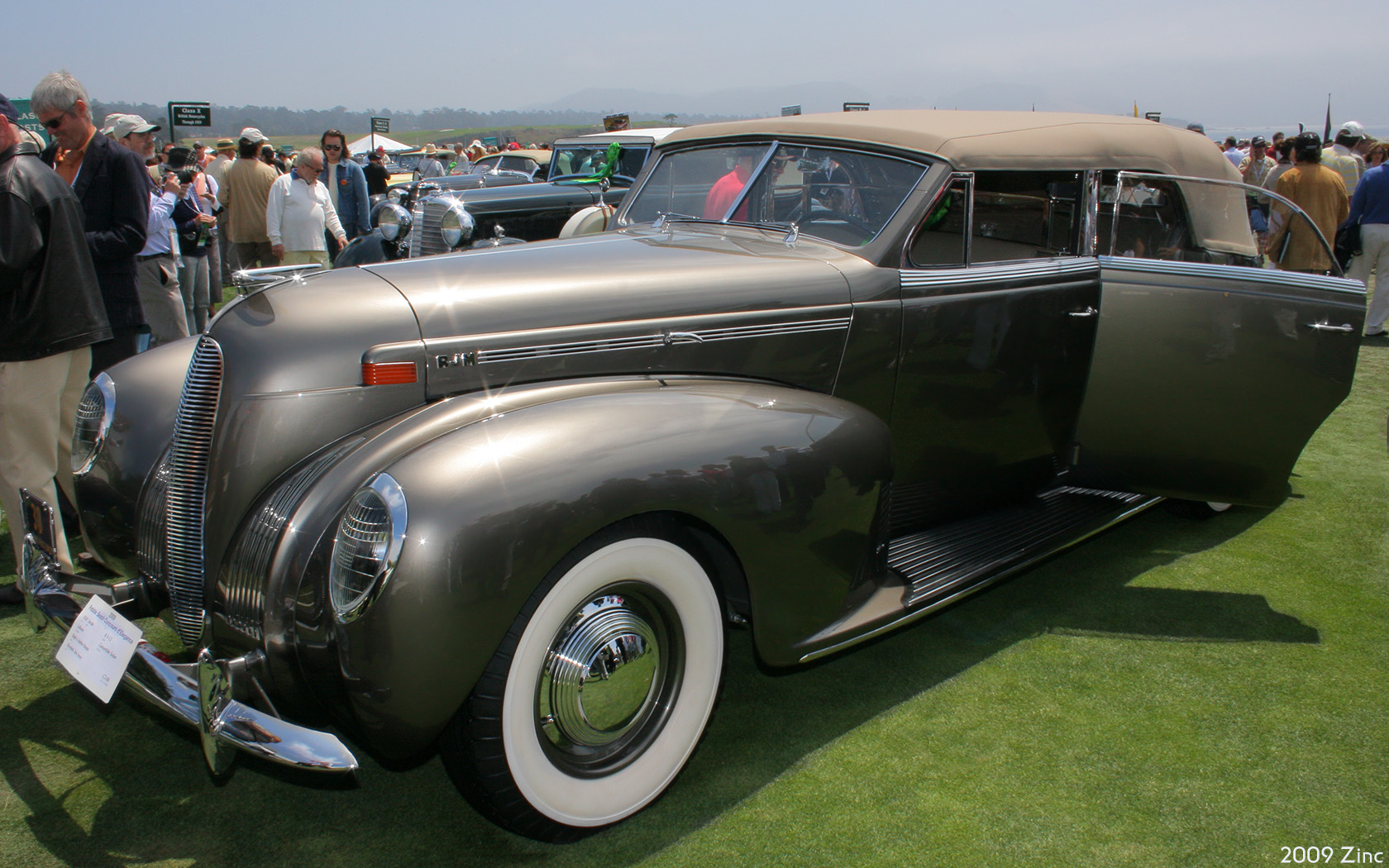
Lincoln de 1938
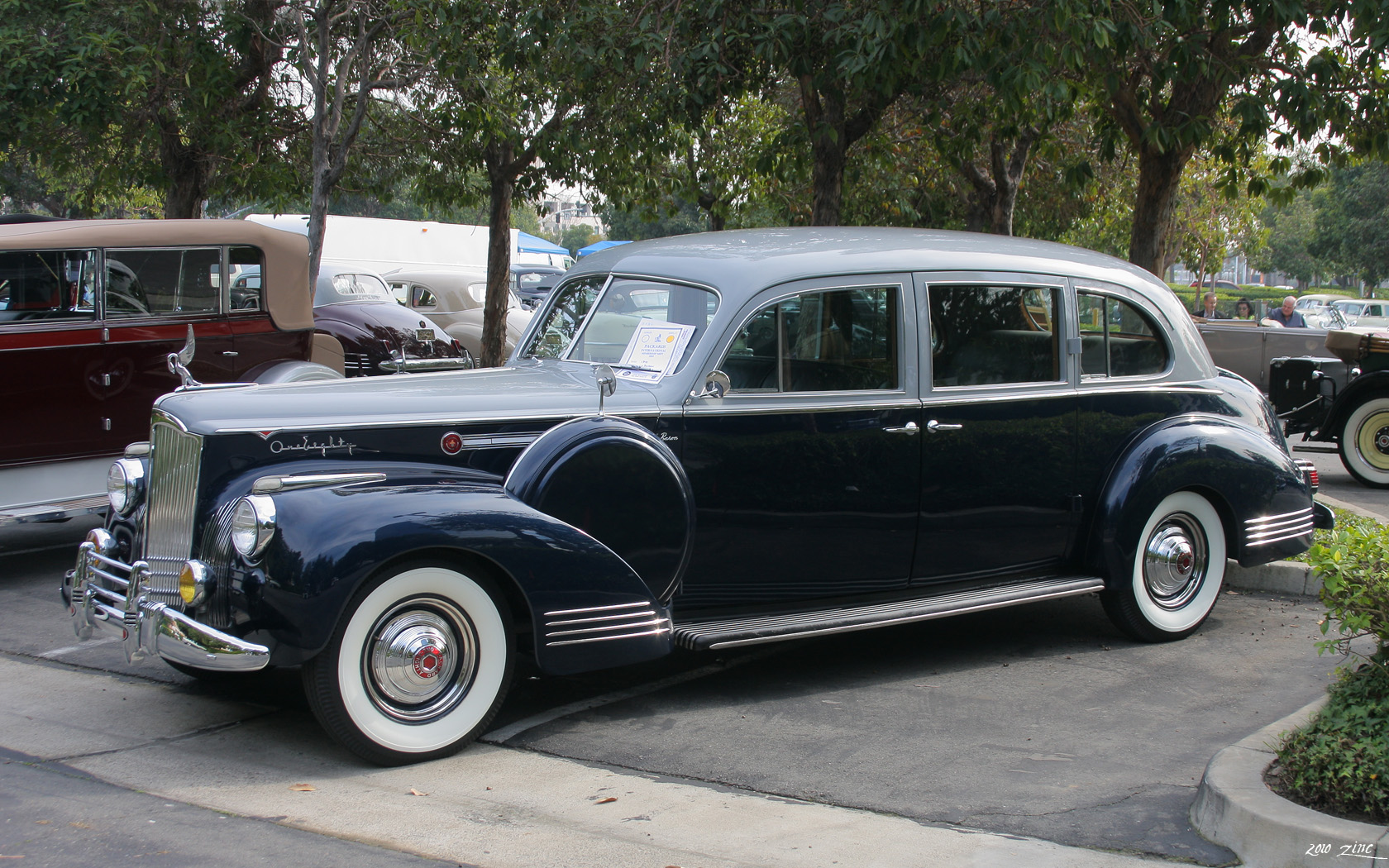
Packard de 1941
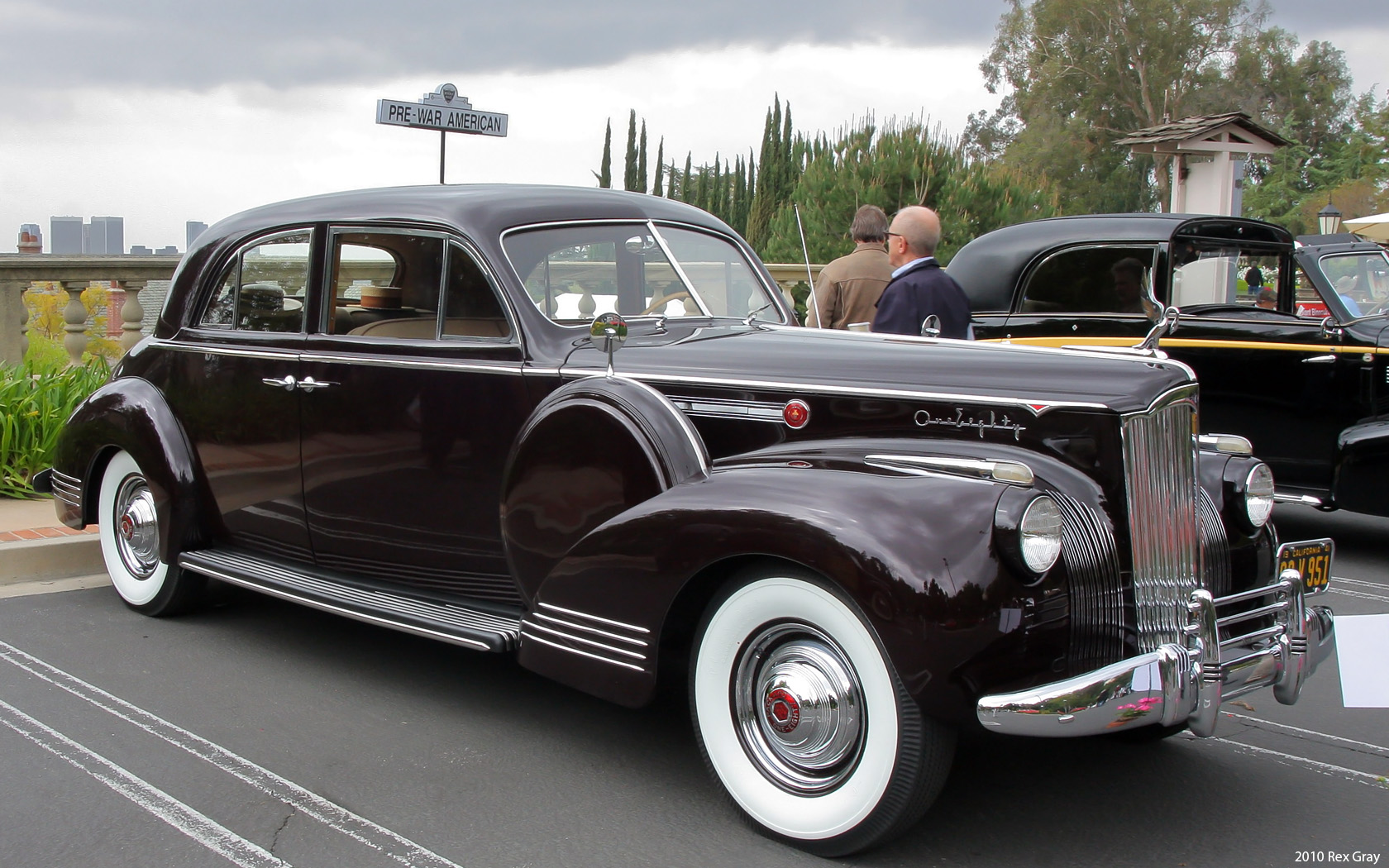
Packard de 1941
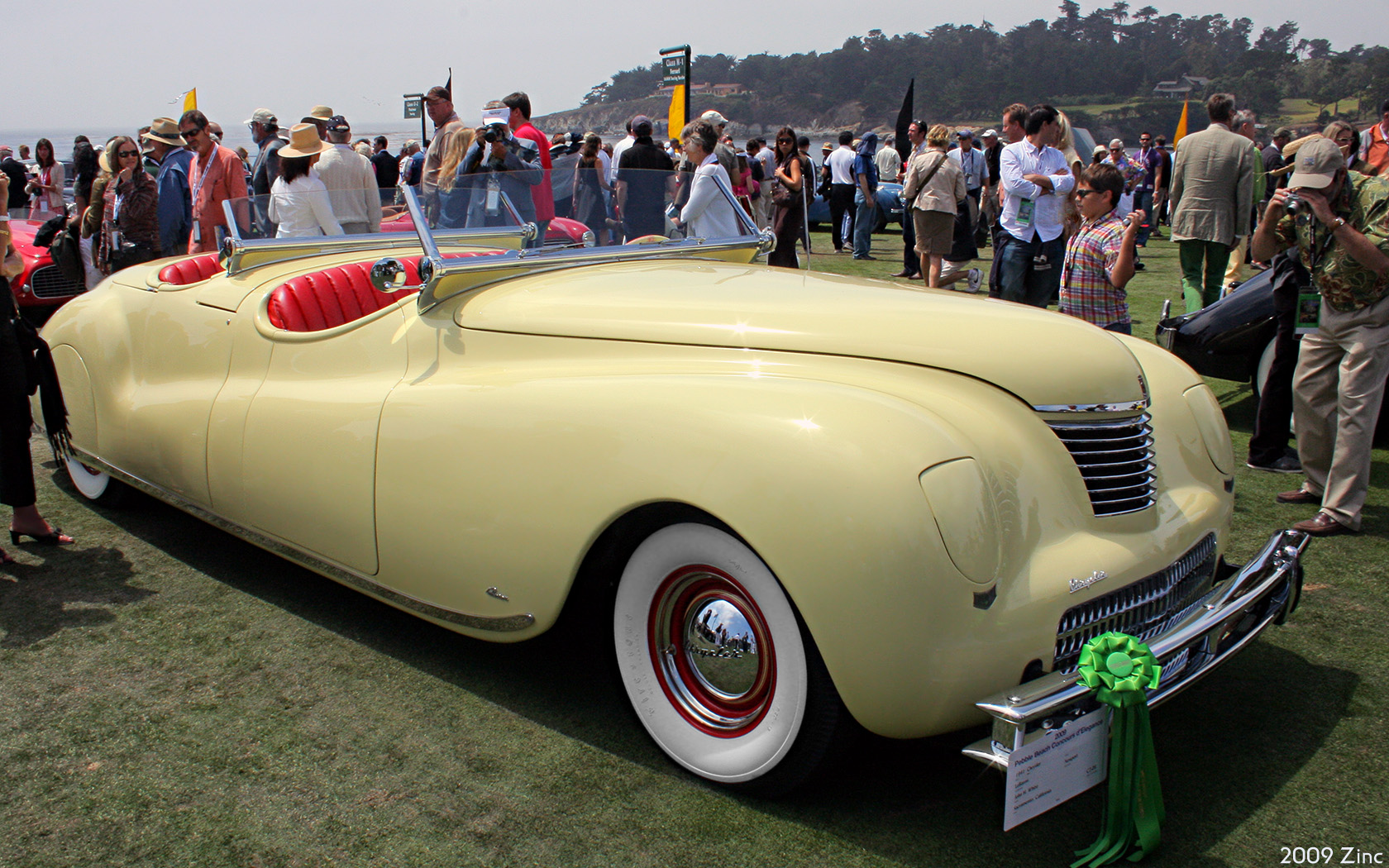
Chrysler Newport de 1941
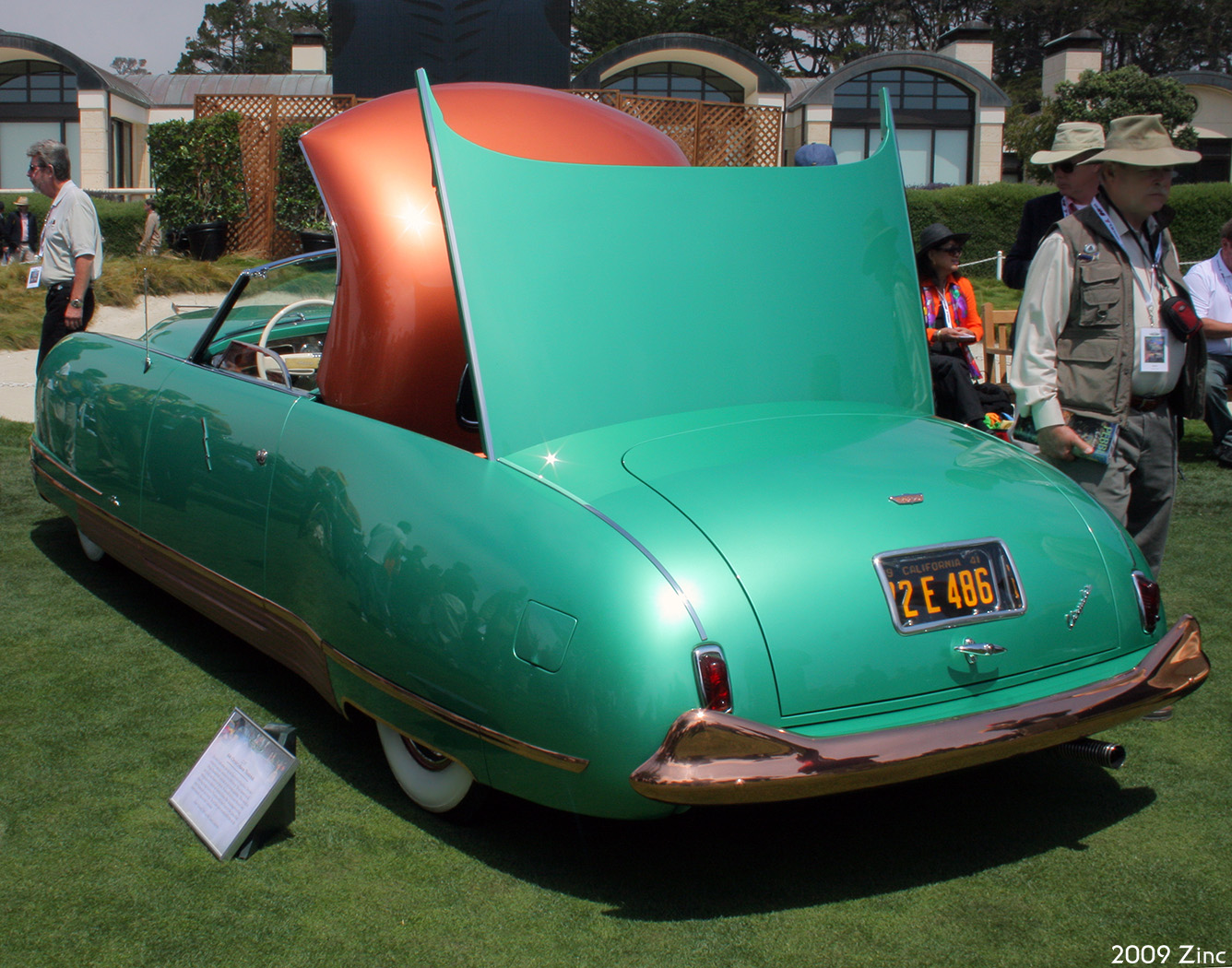
Chrysler Thunderbolt de 1941